# Riccardo Tomasini
Riccardo Tomasini (Bolzano, 22 luglio 1956) è un ex fondista e nuotatore italiano ipovedente, vincitore di una medaglia ai Giochi paralimpici invernali.

## Biografia
Ai mondiali di sci nordico di Sälen 1986 vinse la medaglia di bronzo nella staffetta 4x10 km cat. B1-3.
Tomasini partecipò a quattro paralimpiadi invernali (Innsbruck 1984, Innsbruck 1988,Tignes 1992, Lillehammer 1994) e una estiva (New York 1984).
Alle Paralimpiadi invernali di Innsbruck 1988, Tomasini vinse la medaglia di bronzo nella staffetta 4x10 km con i compagni di squadra Paolo Lorenzini, Hubert Tscholl ed Erich Walch.

## Palmarès

### Paralimpiadi
- 1 medaglia:
  - 1 bronzo

### Mondiali
- 1 medaglia:
  - 1 bronzo